# Lina Ramann
Lina Ramann   (Mainstockheim, 24 de juliol de 1833 - Múnic, 30 de març de 1912) va ser una escriptora i professora alemanya coneguda pels seus llibres sobre el compositor i pianista hongarès Franz Liszt. Era cosina germana de Bruno Ramann (1832-1897).
Va rebre les seves primeres lliçons de música de la mestra de l'escola i va adquirir les primeres habilitats al piano en gran part de manera autodidacta. En traslladar-se la família a Leipzig, quan tenia 17 anys, va rebre lliçons regulars de Lysinka i Franz Brendel, que la van presentar al cercle de Liszt a Weimar.
Es dedicà a l'ensenyança, primer a Gera i després a Amèrica. El 1858 fundà a Glückstadt una escola per la formació de professors de música i el 1865 es traslladà a Nuremberg, on, en unió d'Ida Volkmann, establí una acadèmia de música que assolí gran prosperitat i de la qual el 1890 es feu càrrec August Göllerich. Des de llavors es dedicà exclusivament als treballs de crítica i història de la música. Durant els anys 1874-1894, va escriure la seva biografia "oficial", encara que inexacta, "Franz Liszt, l'artista i l'home" (Franz Liszt als Künstler und Mensch), publicada entre 1880 i 1894.
Se li deuen:
- Die Musik als Gegenstand der Erziehung (1866);
- Allgemeine Erzieh-und Uterrichtslehre der Jugend (1869; 3.ª ed., 1898);
- Aus der Gegenwart (1868);
- Bach und Händel (1869);
- Fr, Liszt als Psalmensänger, Liszt Pädagogium, Lists Christus;
- Franz Lizst als Künstler und Mensch.

A més publicà, i traduí en part, una edició alemanya completa de l'obra literaria de Liszt (1880-1883). Finalment va compondre, quatre sonates per a piano i les obres didàctiques Erste Elementarstufe des Klavierspiels i Grundiss der Technik des Klavierspiels.
A petició de Ramann, Liszt va reactivar en part una de les seves sonates per a piano perdudes que havia compost en la seva joventut